# Бужієвська Тамара Іванівна
Тамара Іванівна Бужієвська (нар. 26 березня 1935, Полтава) — українська медик-генетик, педіатр, педагог. Доктор медичних наук (1984), професор (1988). Лауреатка Державної премії України в галузі науки і техніки (1998). Дослідниця питань індукованого мутагенезу, генетичного моніторингу, засновниця власної наукової школи з медичної генетики.
Наукову кар'єру починала як лікар-педіатр. Після зміни наукової галузі, протягом 20 років — наукова співробітниця Інституту молекулярної біології і генетики АН УРСР (1969—1989), завідувачка відділу генетики людини. Засновниця та завідувачка кафедри медичної генетики Київського державного інституту удосконалення лікарів (1989—2000). Авторка понад 150-ти наукових робіт, учениця професора Сергія Гершензона.

## Життєпис
Народилась 26 березня 1935-го року у місті Полтава.
У 1958-му році закінчила Київський медичний інститут. Відтоді ж — наукова співробітниця Науково-дослідного інституту епідеміології та мікробіології ім. М. Ф. Гамалії (Москва). В інституті досліджувала віруси респіраторних захворювань, зокрема, грипу.
Після закінчення аспірантури у 1963-му році здобула науковий ступінь кандидата медичних наук, захистивши дисертацію на тему «Ранняя диагностика гриппа у новорожденных».
Цікавилась генетикою зі студентських років. Невдовзі після захисту дисертації, на курсі лекцій з генетики, познайомилась з професором Сергієм Гершензоном, ученицею якого стала пізніше. Деякий час працювала на Кубі, у госпіталі імені В. І. Леніна міста Ольгін. Тоді ж розпочала самостійну роботу в галузі цитогенетики, виготовляла препарати хромосом.
Наприкінці 1960-х, повернувшись до Києва, отримала запрошення від Сергія Гершензона щодо роботи в його новоствореному Секторі молекулярної біології і генетики (пізніше — Інституті; ІМБГ). З 1969-го року розпочала роботу під керівництвом Гершензона. В ІМБГ вивчала, зокрема, питання індукованого мутагенезу, генетичного моніторингу. За результатами досліджень Тамари Бужієвської було доведено, що живі вірусні вакцини можуть бути мутагенними.
З 1978-го по 1982-й роки — учений секретар спеціалізованої вченої ради ІМБГ із захисту кандидатських та докторських дисертацій. З 1980-го року — засновниця та завідувачка відділу генетики людини, реорганізованого з лабораторії генетики соматичних клітин ссавців і людини. На цій посаді займалася напрямком біологічного мутагенезу, досліджувала на предмет мутагенності білки, вакцини тощо.
У 1984-му році здобула науковий ступінь доктора медичних наук, захистивши дисертацію на тему «Вирус-индуцированный мутагенез в клетках млекопитающих». Через три роки, за запрошенням ректора Київського державного інституту удосконалення лікарів (КДІУЛ) Віталія Гиріна, обійняла в інституті посади професора кафедри неонатології та завідувачки курсом медичної генетики, який сама й створила.
У 1988-му році затверджена у вченому званні професора. Спільно з кандидатом медичних наук Галиною Коблянською заснувала Спеціалізований медико-генетичний центр при лікарні «Охматдит». У 1989-му році, на базі курсу медичної генетики, в КДІУЛ була створена кафедра медичної генетики, яку очолила Тамара Бужієвська.
З 1997-го року — членкиня Нью-Йоркської академії наук. Через рік, разом з колегами, була нагороджена Державною премією України в галузі науки і техніки «за цикл наукових робіт „Мутагенна дія нуклеїнових кислот і вірусів“».
У 2000-му році завершила наукову кар'єру та вийшла на заслужений відпочинок. З 2018-го року — довічна державна стипендіатка Міністерства освіти і науки України.
Авторка понад 150-ти наукових робіт. Наукова керівниця та консультантка близько десяти докторів та кандидатів наук. Засновниця власної наукової школи з медичної генетики. Серед учнів Тамари Бужієвської — науковці Любов Лукаш, Віра Галаган, Наталія Горовенко, Лариса Шейко тощо.

## Науковий доробок (частковий)
- «Ранняя диагностика гриппа у новорожденных»: диссертация на соискание учен. степени кандидата мед. наук / Киевский ин-т усовершенствования врачей. — Киев: [б. и.], 1963.
- «Аденовірусні захворювання». — Т. І. Бужієвська; К., 1964
- «Індукція генних мутацій у клітинах ссавців під дією РНК-вірусу грипу» // Бужієвська Т. І., Лукаш Л. Л., Мельниченко В. С., Швед А. Д. Доповіді АН УРСР, серія В. — 1981. — № 9. — С. 63—66.
- «Действие некоторых профилактических прививок на хромосомы лимфоцитов периферической крови человека» // Чайковская Т. Л., Бужиевская Т. И., Фролова Л. И., Чудная Л. М.; Цитология и генетика. — 1981. — Т.15, № 3. — С. 59-61.
- «Вирусиндуцированный мутагенез в клетках млекопитающих» — Бужиевская Т. И.; Киев: Наук, думка, 1984. — 132 с.
- «Генетические последствия загрязнения окружающей среды» / [Бариляк И. Р., Бужиевская Т. И., Быкорез А. И. и др.; Отв. ред. Т. И. Бужиевская]; АН УССР, Ин-т молекуляр. биологии и генетики. — Киев: Наук. думка, 1989. — 228,[1] с. : ил.; 20 см.
- «Мутагенное действие природных и синтетических полинуклеотидов» / [М. Г. Айзензон, Ю. Н. Александров, Т. И. Бужиевская и др.; Отв. ред. В. В. Моргун]; АН УССР, Ин-т физиологии растений и генетики. — Киев: Наук. думка, 1990. — 123,[2] с., [2] л. ил. : ил.; 22 см.
- «Анеуплоидия у человека (факты и гипотезы)» // Бужиевская Т. И., Выговская Т. В.; Цитологія і генетика, 1990, том 24, № 3, C. 66-72.
- «Генетика эндокринных заболеваний» / Е. А. Беникова, Т. И. Бужиевская, Е. М. Сильванская ; Академия наук Украины, Институт молекулярной биологии и генетики. — Киев: Наукова думка, 1993. — 398, [2] с. : ил., табл.; 21 см.
- «О генетических исследованиях аварии на Чернобыльской АЭС» / Т. И. Бужиевская, Т. Л. Чайковская // Докл. АН Украины. — 1994. — № 1. — С. 77–80.
- «Генетичні чи екогенетичні наслідки Чорнобильської аварії? Факти та гіпотези» // ЦГ. 1996. Т. 30, № 4
- «Евгеника: 100 лет спустя» // Гершензон С. М., Бужиевская Т. И.; Человек. — 1996. — № 1.
- «Мутагенна дія нуклеїнових кислот і вірусів» / С. М. Гершензон, Ю. М. Александров, С. С. Малюта, Т. І. Бужієвська, І. С. Карпова, К. А. Ларченко. — К.: Знання, 1999. — 29 с.
- «Основи медичної генетики»: навч. посіб. для студ. та лікарів-інтернів ВМНЗ III—IV р. а. / Т. І. Бужієвська. — Київ: Здоров'я, 2001. — 135 с. : іл.
- «Генетика репродукции»: [руководство для врачей, биологов, студентов] / С. В. Денисенко, А. С. Дарий, М. И. Кононенко, Т. Э. Зерова — Любимова ; науч. ред. Т. И. Бужиевская ; Клиника пробл. планирования семьи. — К.: Ферзь-ТА, 2008. — 652 с.